# Жабыко, Виктор Кириллович
Виктор Кириллович Жабыко (1854—1912) — генерал-майор русской императорской армии, командир 18-й артиллерийской бригады, участник русско-японской войны.

## Биография
Родился 15 (27) марта 1854 года.
Начальное образование получил в 1-й Санкт-Петербургской военной гимназии (бывший 1-й кадетский корпус), по окончании которой 11 августа 1871 года был принят в Михайловское артиллерийское училище. Был выпущен 10 августа 1874 года прапорщиком в 6-ю конно-артиллерийскую бригаду и 26 ноября того же года произведён в подпоручики.
В 1877—1878 годах Жабыко принимал участие в кампании против турок на Балканах, за боевые отличия был произведён в поручики (со старшинством от 10 августа 1877 года).
15 мая 1883 года произведён в штабс-капитаны, 4 февраля 1891 года — в капитаны, а 28 июля 1896 года, с производством в подполковники, был назначен командиром 8-й конно-артиллерийской генерала Ермолова батареи.
Командиром 2-й конно-артиллерийской батареи он был назначен 12 октября 1901 года.
Произведённый 3 мая 1904 года в полковники Жабыко во главе 10-го конно-артиллерийского дивизиона убыл на Дальний Восток, где сражался с японцами; 29 марта 1905 года был удостоен золотого оружия с надписью «За храбрость».
По окончании войны Жабыко с 22 мая 1905 года состоял в распоряжении Главного артиллерийского управления; 13 марта 1906 года возглавил 11-й конно-артиллерийский дивизион, а 14 мая 1906 года его супруга, Анастасия Александровна, родила дочь Татьяну. Со 2 ноября 1908 года командовал 1-м конно-артиллерийским дивизионом.
25 июля 1910 года Жабыко был произведён в генерал-майоры и назначен командиром 18-й артиллерийской бригады.
Скончался в начале 1912 года, из списков исключён 28 марта.

## Награды
Среди прочих наград Жабыко имел ордена:
- Орден Святого Станислава 3-й степени (1880 год)
- Орден Святой Анны 3-й степени (1895 год)
- Орден Святого Станислава 2-й степени (1899 год)
- Орден Святой Анны 2-й степени (1903 год)
- Орден Святого Владимира 3-й степени с мечами (1904 год)
- Золотое оружие «За храбрость» (29 марта 1905 года)